# توبي ألدرفيريلد
توبياس "توبي" ألبرتين ماوريتس ألدروايريلد (بالهولندية: Tobias Albertine Maurits Alderweireld) لاعب كرة قدم بلجيكي في مركز الدفاع ولد في يوم 2 مارس 1989 في مدينة أنتويرب في بلجيكا، ويلعب حاليًا مع نادي رويال أنتويرب  في الدوري البلجيكي الممتاز، كما سبق له اللعب مع توتنهام هوتسبر في إنجلترا وأياكس أمستردام في هولندا والدحيل في قطر ومع نادي بيرسخوت آ سي في بلجيكا، كما أنه يلعب مع المنتخب البلجيكي الدولي منذ عام 2009 وله أهداف دولية، يبلغ طول اللاعب 187 سم.

## روابط خارجية
- توبي ألدرفيريلد على موقع الاتحاد الدولي (مؤرشف)  (الإنجليزية)
- توبي ألدرفيريلد على موقع الاتحاد الأوربي (الإنجليزية)
- توبي ألدرفيريلد على موقع الاتحاد البلجيكي (الإنجليزية)
- توبي ألدرفيريلد على موقع إي إس بي إن إف سي (الإنجليزية)
- توبي ألدرفيريلد على موقع قاعدة بيانات كرة القدم.إي يو (الإنجليزية)
- توبي ألدرفيريلد على موقع بيانات كرة القدم. دي إي (الألمانية)
- توبي ألدرفيريلد على موقع ليكيب (الفرنسية)
- توبي ألدرفيريلد على موقع ناشيونال فوتبول تيمز (الإنجليزية)
- توبي ألدرفيريلد على موقع Soccerbase.com (لاعب) (الإنجليزية)
- توبي ألدرفيريلد على موقع Soccerway.com (الإنجليزية)